# Polychoerus ebenhochi
Polychoerus ebenhochi is een worm uit de familie Convolutidae, die behoort tot de stam Acoelomorpha. Een kenmerkende eigenschap van de worm is dat hij tweeslachtig is, maar geen gonaden heeft. In plaats daarvan plant hij zich voort door middel van gameten, die hij produceert uit mesenchym. Verder heeft de worm geen darmen. 
De worm leeft in zee, tussen sedimentair gesteente. Polychoerus ebenhochi werd in 2007 voor het eerst wetenschappelijk beschreven door Achatz, Hooge & Tyler. 